# Qusra
Qusra (également appelé Kusra, en arabe : قُصرة) est un village palestinien dans le gouvernorat de Naplouse de l'État de Palestine, dans le nord de la Cisjordanie, situé à 28 kilomètres au sud-est de Naplouse. Selon le Bureau central des statistiques de Palestine (PCBS), Qusra comptait une population de 674 foyers occupés par 4 377 habitants en 2007.
Selon Institut de recherche appliquée de Jérusalem (en) (ARIJ), Israël a confisqué des terres des deux villages palestiniens de Jalud et Qusra afin de construire les deux avant-postes israéliens illégaux d'Ahiya et Esh Kodesh.

## Localisation
Qusra est situé à 16,3 km au sud-est de Naplouse. Il est bordé par Majdal Bani Fadil et Duma à l'est, Jurish au nord, Talfit à l'ouest et Jalud au sud.

## Histoire

### Ère ottomane
En 1596, le village apparaît dans les registres fiscaux ottomans sous le nom de Qusayra, dans la nahiya de Jabal Qubal dans le liwa de Naplouse. Il comptait 14 foyers, tous musulmans. Les habitants payaient un taux d'imposition fixe de 33,3 % sur les produits agricoles, y compris le blé, l'orge, les cultures d'été, les oliviers, les chèvres et/ou les ruches, soit un total de 3 000 akçe. Selon Finkelstein et al., Qusra n'a jamais été étudié. Ils ont estimé la présence de vestiges ottomans anciens en se basant sur Hütteroth et Abdulfattah.
En 1838, Qusra (écrit Kausara) était classé comme un village musulman dans le sous-district d'el-Beitawi. L'explorateur français Victor Guérin a décrit avoir passé devant plusieurs chênes "magnifiques" sur le chemin menant au village en mai 1870. Le village, qu'il a appelé Kesrah, comptait environ 200 habitants. Guérin a également remarqué plusieurs citernes taillées dans la roche ancienne, la plus grande étant située dans la partie inférieure du village.
En 1882, l'enquête de la Palestine occidentale (SWP) du PEF a noté que : "À l'ouest du village, il y a des fondations et des tas de pierres." SWP a également décrit le village (appelé Kusrah) comme : "Un village de taille moyenne, sur un terrain bas, avec des oliviers." Au début du XXe siècle, vers la fin du règne ottoman, Qusra faisait partie de la chefferie de Mashiyah Dar al-Haj Mahmud, basée à Jalud et administrée nominativement par la famille Nasr Mansur.

### Ère du mandat britannique
Lors du recensement de 1922 en Palestine, effectué par les autorités du mandat britannique, Qusra comptait une population de 707 habitants, tous musulmans. Au recensement de 1931, la population était de 851 habitants, toujours tous musulmans, dans 213 maisons occupées.
Selon les statistiques de 1945, Qusra avait une population de 1 120 habitants, tous musulmans, avec 8 938 dunams de terre, selon une enquête officielle sur les terres et la population. De ce total, 2 763 dunams étaient des plantations et des terres irrigables, 3 091 étaient utilisés pour les céréales, tandis que 69 dunams étaient des terres bâties (urbaines).

### Ère jordanienne
Après la guerre israélo-arabe de 1948 et après les accords d'armistice de 1949, Qusra est passé sous administration jordanienne.
Le recensement jordanien de 1961 a recensé 1 312 habitants.

### Depuis 1967
Après la guerre des Six Jours en 1967, Qusra est sous occupation israélienne.
Après les accords de 1995, 50 % des terres du village ont été classées comme terres de zone B, les 50 % restants comme terres de zone C. 177 dunums de terres du village ont été confisqués par Israël pour construire la colonie israélienne de Migdalim.
Le 24 décembre 2014, les forces israéliennes ont détruit avec des bulldozers plus de 400 mètres carrés des murs en pierre traditionnels du village près de Migdalim.

### Septembre 2011

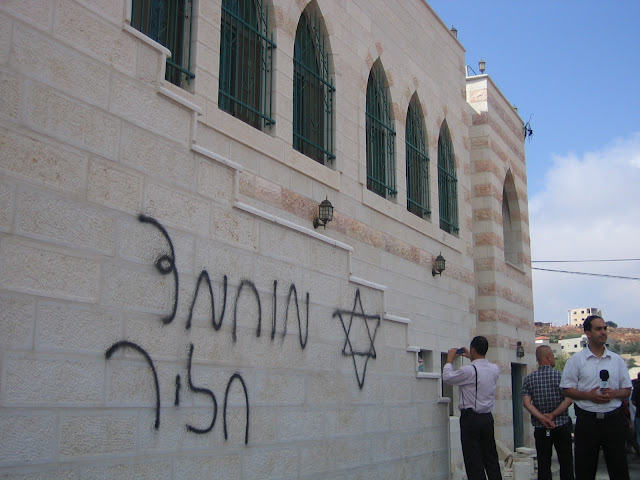
"Mohamet est un cochon", graffiti par des colons israéliens d'Esh Kodesh sur la mosquée Al-Nurayn de Qusra en 2011.

Dans la nuit du 4 au 5 septembre 2011, un groupe de colons israéliens présumés est entré dans le village de Qusra à 3 heures du matin, a vandalisé la mosquée Al-Nurayn du village et a tenté de l'incendier. Ils ont brisé des fenêtres, ont roulé des pneus enflammés à l'intérieur et ont écrit "Muhammad est un cochon" en hébreu sur son mur. L'attaque contre la mosquée est survenue peu de temps après que des policiers israéliens eurent détruit trois structures illégales dans le poste de peuplement de Migron, au nord de Jérusalem. Selon l'Agence France Presse, le graffiti comprenait également une étoile de David et le nom "Migron". L'attaque, qui n'était pas la première du genre, est considérée comme faisant partie d'une politique appelée "prix à payer" suivie par une fraction radicale parmi les colons, dans laquelle ils répondent aux tentatives des forces de sécurité israéliennes de démolir des colonies juives non autorisées par des attaques contre les Palestiniens.
L'Autorité palestinienne a condamné l'attaque et a appelé le Quartet du Moyen-Orient à intervenir. Le gouvernement israélien a également condamné l'attaque et a donné des instructions à ses autorités pour "amener les responsables devant la justice" et a exhorté toutes les parties à éviter le potentiel d'escalade. La représentante de l'Union européenne pour les Affaires étrangères et la politique de sécurité, Catherine Ashton, a publié une déclaration condamnant vivement l'attaque contre la mosquée, affirmant : "Ces provocations sapent sérieusement les efforts visant à construire la confiance nécessaire en vue d'une paix globale dans la région ; [...] les attaques contre les lieux de culte sapent la liberté de religion ou de croyance qui est un droit fondamental de l'homme", appelant les autorités israéliennes "à enquêter sur l'attaque, à traduire les auteurs en justice et à empêcher de telles attaques de se reproduire". Le Département d'État américain a également condamné avec vigueur les "attaques dangereuses et provocatrices" contre la mosquée et a appelé les responsables à être arrêtés et "soumis à la pleine force de la loi".
Qusra se trouve en dehors de la juridiction de l'Autorité palestinienne et dépend de l'armée israélienne pour sa protection, et ses habitants n'ont pas d'armes. Ils ont organisé une patrouille de quartier composée de 15 à 20 volontaires, qui patrouillent chaque nuit. En cas de problème, les volontaires ont des instructions pour téléphoner au gouverneur de Naplouse qui contacterait l'armée israélienne (IDF). Selon le maire de Qusra, Hani Abu Murad, la patrouille a dissuadé des colons qui s'étaient approchés du village quelques jours après que la mosquée ait été profanée.
Le 23 septembre 2011, un groupe d'une douzaine de colons d'un avant-poste voisin s'est approché de Qusra, et un avertissement a été diffusé depuis les haut-parleurs de la mosquée. Un grand groupe de Qusra a confronté les colons et a jeté des pierres, après quoi l'armée israélienne est arrivée pour protéger les colons. L'IDF a d'abord tiré des gaz lacrymogènes, puis des balles réelles, tuant un homme, identifié comme Essam Kamal Badran, 35 ans, par le maire de Qusra, Abu Murad, selon Haaretz. Une déclaration de l'IDF a confirmé que ses troupes avaient utilisé des tirs réels contre les Palestiniens après que des pierres ont été jetées sur le personnel de sécurité, et a déclaré qu'elle travaillait avec des responsables de la sécurité palestinienne pour enquêter sur l'incident.
L'incident a fait l'objet d'une large publicité car il s'est produit quelques heures avant que le président palestinien Mahmoud Abbas ne prenne la parole à l'Assemblée générale de l'ONU, dans sa quête de reconnaissance d'un État palestinien.

### Novembre 2017
Le 30 novembre 2017, un groupe de colons israéliens, composé d'enfants de treize ans et de deux colons adultes accompagnants, a entrepris une randonnée pour une bar mitzvah près du village. Les adultes étaient armés d'un fusil M16 et d'un pistolet.
Selon les Palestiniens, l'un des colons israéliens a tiré et tué un Palestinien local, Mahmoud Zael Oudeh, et les villageois ont ensuite encerclé et bombardé de pierres les colons.
Selon les Israéliens, les villageois ont d'abord encerclé les colons, qui se sont réfugiés dans une grotte pendant que les Palestiniens entraient dans la grotte et poursuivaient l'attaque,,, jusqu'à ce que l'armée israélienne arrive sur les lieux,,,. L'armée israélienne a affirmé que les randonneurs n'avaient pas coordonné leur randonnée avec elle, mais les randonneurs contestent cette affirmation et ont présenté un courriel demandant une autorisation et affirmant avoir reçu une confirmation verbale. Une semaine après l'incident, l'armée israélienne a récupéré l'équipement pris aux randonneurs dans le village et a arrêté 20 résidents de Qusra pour avoir participé à l'incident, des affrontements violents ultérieurs et incitation au terrorisme. Un Palestinien a été inculpé de tentative de meurtre pour avoir jeté de grosses pierres à bout portant à l'intérieur de la grotte, blessant légèrement la tête de l'un des accompagnateurs adultes. Après avoir été traité pour ses blessures, l'un des parents accompagnateurs a été interrogé en tant que suspect d'homicide involontaire pour la mort d'Oudeh, où il a affirmé avoir agi en légitime défense,. Une enquête de la police israélienne a ensuite déclaré qu'il avait agi en "légitime défense",,.